# Simone Hilling
Pour les articles homonymes, voir Hilling.
Simone Hilling est une traductrice française, surtout connue pour ses traductions des cycles de Marion Zimmer Bradley et Anne McCaffrey. Depuis les années 1970, elle a partagé son travail entre la science-fiction et le polar.

## Carrière
Elle commence sa carrière en 1966 avec la traduction de L'Ordinateur désordonné de Keith Laumer pour la collection Présence du futur, puis en 1968, celle du Principe du loup-garou de Clifford D. Simak. En 1970, elle traduit Quand les ténèbres viendront et L'amour, vous connaissez ? d'Isaac Asimov et Le Coffre d'Avlen de Lyon Sprague de Camp pour Présence du futur. 
En 1971-1972, elle traduit En pièces détachées d'Ed McBain, Le Défoncé de Richard Stark, Le Casse-Pattes de Dick Francis, Zéro de survie de Mickey Spillane et Confidences mortelles de Ross Thomas pour la Série noire chez Gallimard, et La Dernière Séance de Larry McMurtry pour Robert Laffont. 
C'est en 1971 que paraît la traduction du premier volume de la Ballade de Pern d'Anne McCaffrey, Le Vol du dragon, pour la collection Club du livre d'anticipation chez OPTA. Elle poursuit la traduction du cycle chez le même éditeur, puis pour la collection SF/fantasy de Pocket. En 1972-1973, elle traduit La Tour de verre de Robert Silverberg, Après la déglingue de Ron Goulart et Méchasme de John Sladek pour les éditions OPTA. Toujours pour OPTA, elle traduit quelques nouvelles du cycle les Seigneurs de l'instrumentalité de Cordwainer Smith qui paraissent en trois volumes en 1974.
Dans les années 1980, elle traduit Les Vitamines du bonheur de Raymond Carver pour les éditions Mazarine, et des romans de Timothy Harris et des polars de divers auteurs pour la Série noire.
À partir de 1988 avec L'Étoile du danger, elle traduit la romance de Ténébreuse de Marion Zimmer Bradley aux éditions Pocket.
En 1989, elle traduit Le Nazi récalcitrant de Stuart Kaminsky et en 1990 Gare aux tontons tueurs de J.P. Hailey pour Gallimard.
En 2007, elle succède à Arlette Rosenblum pour traduire la suite du cycle La Roue du temps de Robert Jordan, à partir de Une couronne d'épées.

## Récompense
- Prix Jacques Chambon de la traduction en 1996 pour La Chute des fils par Anne McCaffrey.